# Tanyproctus longipes
Tanyproctus longipes är en skalbaggsart som beskrevs av Hermann Burmeister 1855. Tanyproctus longipes ingår i släktet Tanyproctus och familjen Melolonthidae. Inga underarter finns listade i Catalogue of Life.